# Tomás Gomensoro
Tomás José del Carmen Gomensoro Albín (Dolores, Soriano, 27 de enero de 1810 - Montevideo, 12 de abril de 1900) fue un político uruguayo, presidente de la República entre 1872 y 1873.

## Biografía
Comerciante en su juventud, se vinculó tempranamente al Partido Blanco, al que luego abandonaría. Fue senador por el departamento de Salto en 1852, y luego jefe político y de Policía de ese departamento en 1853. Nuevamente senador en 1868, presidía el Senado cuando el 1 de marzo de 1872 se encargó del Poder Ejecutivo al finalizar el mandato el general Lorenzo Batlle.
Durante su gobierno interino, de un año de duración, se negoció la finalización de la guerra civil (también conocida historiográficamente como Revolución de las Lanzas, comandada por el caudillo blanco Timoteo Aparicio). El 6 de abril de 1872 se firmó la llamada Paz de Abril, que estableció el fin de las hostilidades y una amnistía a los revolucionarios blancos. Este acuerdo incluyó además, aunque verbalmente, el compromiso del reparto de las jefaturas políticas departamentales (designadas directamente por el presidente de la República) entre blancos y colorados, mecanismo conocido como coparticipación y que se mantendría vigente en forma casi inalterada hasta 1897, en ocasión de la insurrección del caudillo blanco Aparicio Saravia.
Este tipo de solución pactada y verbal era la única —y, por cierto, muy primitiva y provisional— respuesta que la sociedad política uruguaya de su tiempo podía dar a la consolidación de las dos divisas originadas en la Guerra Grande. En abril de 1872, de los trece departamentos por entonces existentes, cuatro (San José, Florida, Canelones y Cerro Largo) fueron prometidos de hecho para los blancos, mientras el resto permanecía en manos de políticos colorados.

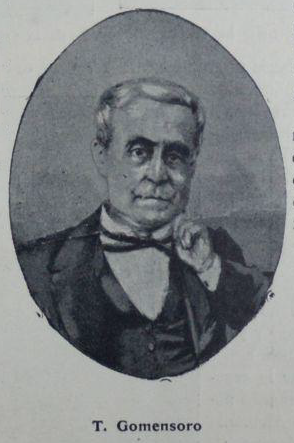

Tras abandonar el mando en 1873, Tomás Gomensoro ocupó diversos cargos: inspector de Correos, colector general de Aduanas y tesorero general de la Nación. Fue nuevamente senador por Soriano entre 1888 y 1894, año este último en que fue postulado como candidato para la Presidencia de la República por un sector del Partido Colorado, al que apoyaba desde hacía más de 40 años y del que se había transformado en una figura patriarcal y respetada.

### Gabinete de gobierno
| Ministerio            | Nombre               | Período     |
| --------------------- | -------------------- | ----------- |
| Gobierno              | Cándido Bustamante   | 1872 - 1873 |
| Relaciones Exteriores | Ernesto Velazco      | 1872        |
| Relaciones Exteriores | Julio Herrera y Obes | 1872 - 1873 |
| Hacienda              | Ernesto Velazco      | 1872 - 1873 |
| Guerra y Marina       | José Gregorio Suárez | 1872        |
| Guerra y Marina       | Juan Pablo Rebollo   | 1872 - 1873 |

## Legado
Ciudades:
En homenaje a su memoria, lleva su nombre la localidad de Tomás Gomensoro (Artigas).
Parques / Plazas:
En Montevideo se encuentra la Plaza Tomás Gomensoro.
| Predecesor: Lorenzo Batlle | Presidente de Uruguay 1872-1873 | Sucesor: José Eugenio Ellauri |